# میلدرد هریس
میلدرد هریس (انگلیسی: Mildred Harris; ۲۹ نوامبر ۱۹۰۱ – ۲۰ ژوئیهٔ ۱۹۴۴) یک هنرپیشه اهل ایالات متحده آمریکا بود. وی بین سال‌های ۱۹۱۲ تا ۱۹۴۴ میلادی فعالیت می‌کرد.
او همسر چارلی چاپلین بود.

## گزیده فیلمشناسی
از فیلم‌ها یا برنامه‌های تلویزیونی که وی در آن نقش داشته‌است می‌توان به آثار زیر اشاره کرد.
- پدربزرگ (فیلم ۱۹۱۳) (۱۹۱۳)
- تعصب (فیلم ۱۹۱۶) (۱۹۱۶)
- ممنوع (فیلم ۱۹۱۹) (۱۹۱۹)
- عادت (فیلم ۱۹۲۱) (۱۹۲۱)
- مه (فیلم ۱۹۲۳) (۱۹۲۳)
- خیابان فرعی (فیلم ۱۹۲۹) (۱۹۲۹)
- باد وحشی را درو کن (۱۹۴۲)
- مسافرخانه تعطیلات (فیلم) (۱۹۴۲)
- نابردباری